# Gruppo (bicicletta)
In una bicicletta, il gruppo è l'insieme di tutti quei componenti che non sono telaio, forcella e ruote.
Spesso rientrano nel gruppo anche componenti come reggisella, mozzi, serie sterzo, ma generalmente si considerano otto componenti fondamentali:
1. guarnitura
2. pedivelle
3. movimento centrale
4. cassetta pignoni
5. catena
6. cambio
7. deragliatore
8. freni
9. comandi freno e cambio

Il termine italiano è usato anche in altre lingue, soprattutto l'inglese, anche se sta aumentando l'uso dell'equivalente groupset.